# Брандер
Бра́ндер (нем. Brander, brand — пожар, горение; также итал. palandra — «горящее судно») — судно, нагруженное легковоспламеняющимися, либо взрывчатыми веществами (ВВ), используемое для поджога или подрыва вражеского корабля с целью его уничтожения. Могло управляться экипажем, покидавшим судно в середине пути, либо сплавляться по течению или по ветру в сторону вражеского флота. В эпоху парового флота термин «брандер» стал применяться и к кораблям, предназначенным для затопления с целью блокирования судоходных фарватеров на внутренних рейдах и в проливах. Так, во время русско-японской войны японский флот применял атаки брандеров для блокирования российских кораблей первой тихоокеанской эскадры в гавани Порт-Артура.

## История

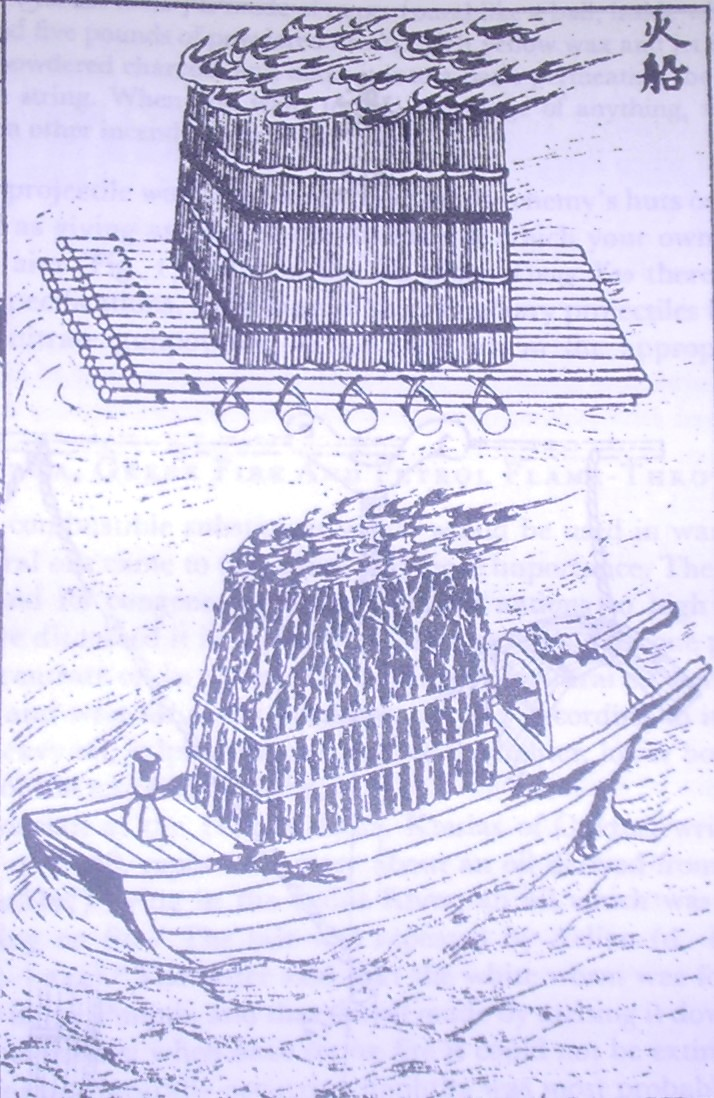
Китайские брандеры эпохи империи Сун (960—1279). Китайский военный трактат Уцзин цзунъяо, 1044 год

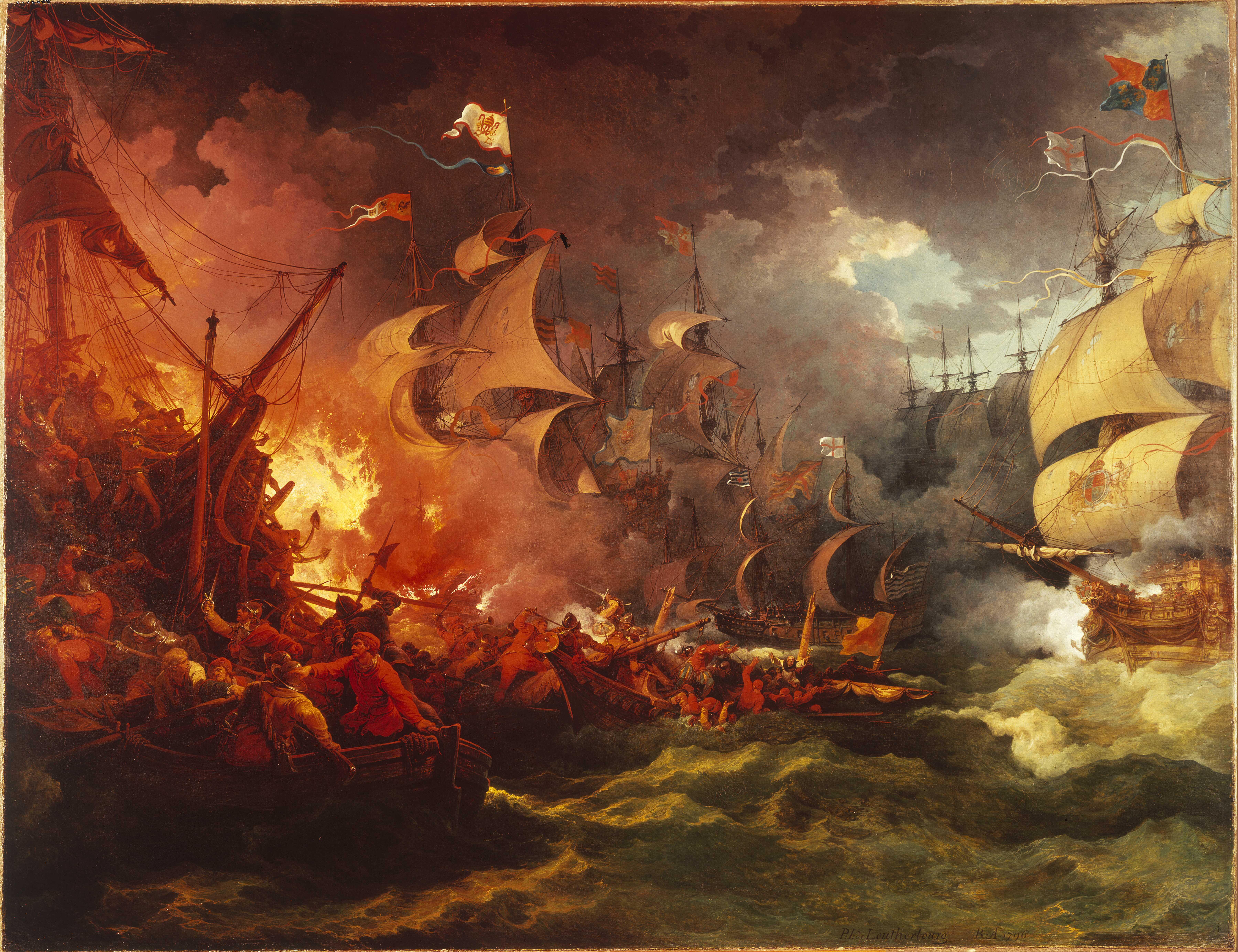
Разгром Непобедимой Армады, картина Филипа Лютербурга, 27 июля (8 августа) 1588 года. На картине показан момент использования брандеров для атаки на корабли Армады

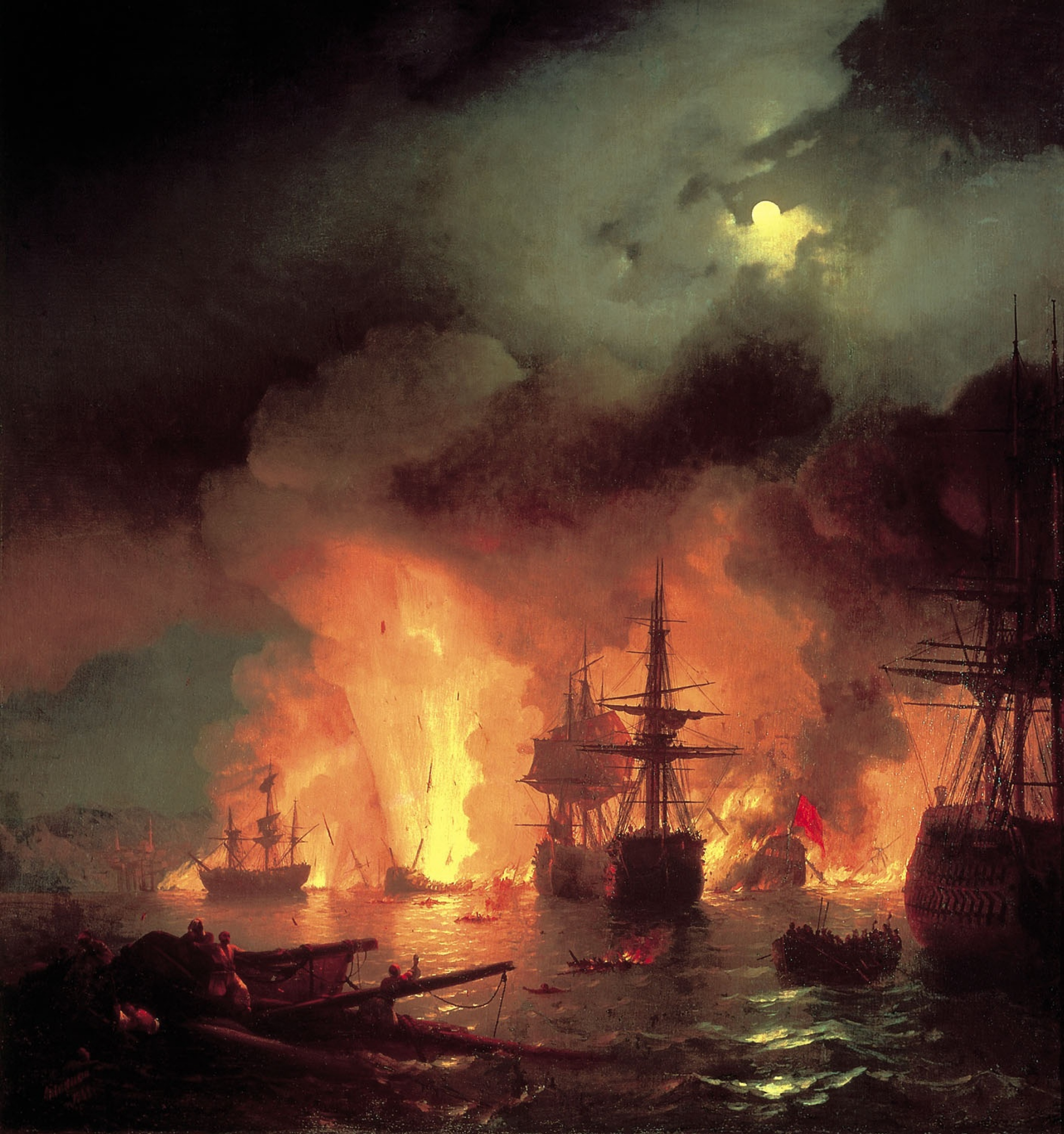
И. Айвазовский. «Че́сменский бой». Горящие корабли Османского флота после атаки русских брандеров в ходе Чесменского сражения, 24—26 июня (5—7 июля) 1770 года

Взрыв брандера «Бесстрашный» под командованием капитана Ричарда Сомерса в порту Триполи во время Первой берберийской войны в ночь на 4 сентября 1804 года. Копия гравюры 1810 года, National Archives at College Park

Брандер должен был быть так снаряжён, чтобы мог вдруг загореться внутри и снаружи. Для этого палубы покрывали брезентом и посыпали их мелкими кусками брандкугельного состава и порохом; на кубрике, в деке и у самых стен корабля ставили кадки с тем же составом; весь брандер наполнялся зажигательными и разрывными бочками, ящиками, снаряженными гранатами, факелами, смолёными фашинами, стружками, кроме того, всё поливалось скипидаром.
Для зажигания брандера употреблялись сосисы (длинные мешки с составом селитры и серы), укладывавшиеся в деке так, чтобы концы их приходились в кормовой части судна у самых отверстий, которые для этого прорубались; в конце сосисов вставлялась трубка, набитая медленно горящим составом, который давал возможность команде брандера, воспламенив её, отчалить на шлюпке, привязанной за кормой. Порты и люки закрывались, а чтоб они вовремя были открыты — против каждого ставили брандерную мортиру, то есть кусок дерева с каналом и камерой, наполненной порохом, а в канал плотно вбивали шест, который при выстреле открывал порт или люк; запал мортиры соединялся стопином с другими зажигательными снарядами. На бушприте, концах рей и других удобных местах подвешивались дреки и железные крючья, которыми брандер мог бы сцепиться с неприятельским кораблём. Когда брандер был заряжен, на нём ставили паруса, и подведя на некоторое расстояние, закрепляли руль в должном положении, зажигали трубку и пускали его на неприятельский флот. Обыкновенно брандеры пускались ночью или во время тумана, чтобы неприятель, заметив брандер, не успел бы его отвести или потопить. Чаще брандеры пускались на суда, стоящие на якоре, иначе неприятельский корабль мог легко увернуться.
Брандеры широко использовались против деревянных судов, а также разнообразных защитных заграждений (бонов, деревянных плотин и т. д.) на реках и заливах. Брандеры как противокорабельное оружие потеряли своё значение в связи с распространением металлических судов.
В ходе Второй мировой войны в составе Королевских военно-морских сил Италии действовало диверсионное соединение, официально именовавшееся 10-я флотилия торпедных катеров (итал. Xa Flottiglia MAS). На вооружении данного соединения имелись различные типы взрывающихся катеров: MA (Motoscafo d'Assalto), MAT (Motoscafo Avio Trasportato), MTM (Motoscafo Turismo Modificato), MTR (Motoscafo Turismo Ridotto) и MTRM (Motoscafo Turismo Ridotto Modificato), которые доставлялись к месту диверсий специальными судами, переоборудованными из старых кораблей итальянского флота, либо даже авиационными средствами доставки. Взрывающиеся катера типа MTM имели заряд ВВ около 300 кг с ударно-гидростатическим взрывателем (имеющим дублирующий временной замедлитель). Пилот предварительно направив катер на судно противника, покидал его за некоторое время до удара о цель. Он должен был успеть взобраться на специальный спасательный плотик, чтобы не находиться в момент взрыва в воде. При ударе о цель катер разламывался и начинал тонуть, после чего на определённой глубине (ниже броневого пояса) происходило срабатывание взрывателя под действием гидростатического давления и подрыв основного заряда, приводившее к образованию больших пробоин в подводной части корабля противника.
Разработкой взрывающихся катеров в период Второй мировой войны также занимались и в немецких кригсмарине.

## Применение брандеров в морских сражениях
В истории морских сражений встречается весьма немного случаев, когда брандеры принесли ощутимый вред неприятелю. Среди наиболее удачных случаев их применения следует назвать следующие четыре:
1. Битва у Красной скалы на реке Янцзы (зима с 208 на 209 гг н.э.) - флот Цао Цао, по заявлению самого Цао Цао 800 тысяч солдат и матросов, по оценке историков 250 тысяч сожжён брандерами.
2. 23 мая (2 июня) 1676 года в порту города Палермо стоял испано-голландский флот, под прикрытием береговых укреплений, имея галеры, частью в интервалах, частью же на флангах. Французский флот, разведав положение противника, отделил отряд с пятью брандерами, которые с попутным ветром пошли на союзников. Суда испано-голландского флота, опасаясь последствий, начали рубить канаты и выбрасываться на прибрежное мелководье: но это действие только облегчило брандерам достижение цели. При свежем попутном ветре они легко следовали за уносимыми кораблями и сцеплялись с ними. В результате этой атаки сгорело 7 кораблей и 2 галеры[5].
3. 26 июня (7 июля) 1770 года, когда во время Чесменского боя брандер под командой лейтенанта Д. С. Ильина сцепился с турецким кораблем и был подожжён, а затем пожар распространился далее и сцеплённые корабли взорвались. Турки тогда потеряли 16 линейных кораблей, 6 фрегатов, до 50 мелких судов и до 10 000 человек убитыми, тогда как потери Русского императорского флота составили от 534 до 661 человек. Однако брандер Ильина был единственным, который добился успеха в том сражении, а всего их было отправлено четыре, три других никакого серьёзного ущерба неприятелю нанести не сумели[5][8].
4. 26 марта 1941 года 6 взрывающихся катеров типа MTM из состава 10-й флотилии MAS итальянского флота, под командованием лейтенанта Луиджи Фаджони (итал. Luigi Faggioni), провели диверсионную операцию против сил Союзников в критской бухте Суда. В результате данной операции были выведены из строя тяжёлый крейсер «Йорк» (одноимённого типа), что привело к его полной непригодности в дальнейшем, а также бывший норвежский танкер «Перикл» (реквизированный Великобританией), впоследствии затонувший.
5. 8 августа 1588 года Гравелинское сражение, в котором британский флот наголову разгромил считавшуюся непобедимой Великую армаду[9]. Для вторжения в Британию, Испанией была собрана армада, но его неповоротливость и пробелы в организации, были слабым местом испанского массивного флота[9]. Главнокомандующий британского флота, Чарльз Говард герцог Ноттингем, приказал начинить восемь потрёпанных в боях кораблей смолой, порохом, соломой и хворостом, поджечь и вслепую отправить в сторону сгрудившихся в кучу испанцев[9]. Большого ущерба брандеры не принесли, но вызвали страшную панику, для того чтобы избежать столкновения с пылающими кораблями, испанцы рубили якоря (их просто не успевали поднять), они уже не могли сохранять строй из-за невозможности причалить. Помимо этого, многие корабли пострадали от столкновений[9].

Применение брандера в открытом море не давало желаемых результатов, потому что маневренный боевой корабль успевал уничтожить «бомбу» на подходе. Все успешные применения брандеров имели место в «узких местах», в гаванях и проливах, где скапливалось много кораблей, мешавших друг другу.

### Применение брандеров воВторой мировой войне
- В конце 1940 года британским командованием была спланирована операция «Люсид»[9]. В роли брандеров использовали давно не использовавшиеся танкеры: War Nizam 1918 года, War Nawab 1919 года и Oakfield 1918 года[9]. Корабли оснастили примерно тремя тоннами «адского коктейля» (50 % флотского мазута, 25 % моторного масла и 25 % бензина)[9]. Это смесь получила название «специальная смесь Эгера» в честь Огастуса Эгера, руководителя операции; в смесь так же добавили немного кордита и нитроцеллюлозы для увеличения взрывного эффекта. По всем расчётам такой брандер, взорванный в окружении близстоящих судов, имел разрушительный эффект на расстоянии до 800 м[9]. Первая попытка 26 сентября 1940 года не увенчалась успехом — первым практически развалился Oakfield, а затем отказала силовая установка War Nizam[9]. Сказалось изначально плохое техническое состояние старых кораблей, а с одним «кораблём-смертником» операция не имела смысла, и от неё пришлось отказаться. Впоследствии провели ещё несколько попыток — 3 и 8 октября, но они сорвались из-за плохой погоды[9].
- Операция «Колесница». В этой операции англичане полностью уничтожили крупнейший немецкий сухой док, на побережье Франции, в городе Сен-Назер, способный принимать флагман кригсмарине линкор «Тирпиц»[9]. Для этого переоборудовали эсминец «Кэмпбелтаун». Его максимально облегчили, чтобы он мог проходить мелкими фарватерамии, и сделали похожим на немецкие корабли[9]. 4,5 тонн взрывчатки спрятали за бетонными фальшстенами внутри судна[9]. 28 марта 1942 года «Кэмпбелтаун» под сильным обстрелом добрался до ворот дока и протаранил их без взрыва[9]. Одновременно с этим британцы обстреливали и бомбили Сен-Назер, а также осуществили высадку коммандос[9]. Были повреждены суда и шлюзы, уничтожили несколько орудий и зданий, но англичане отступили, за время атаки команда «Кэмпбелтауна» эвакуировалась[9]. Застрявший в доке «Кэмпбелтаун» отправилась изучать большая группа офицеров и солдат. И почти девять часов спустя, в 10:30, «корабль-камикадзе» планово взорвался, при этом полностью уничтожив док и более 250 немецких солдат и офицеров[9].
- В 1938 году в Италии была изготовлена серия из 18 компактных катеров MT[9]. Эти лёгкие, оснащённые 95-сильным двигателем Alfa Romeo катера, способные разгоняться до 60 км/ч, начиняли 330 кг взрывчатки[9]. Экипаж состоял из одного человека; он, заклинив руль, должен был спрыгнуть на специальный спасательный плотик до столкновения с целью[9]. Был проведён ряд операций с использованием MT, одна из которых завершилась выводом из строя британского тяжёлого крейсера HMS York 26 марта 1941 года. Данная операция получила название «Атака в бухте Суда»[9].

## Методы борьбы с брандерами
- расстрел огненного судна из пушек с целью повредить закреплённый штурвал, сбить мачту, взорвать пороховой запас брандера[9].
- расстрел шлюпки, на которой предполагает эвакуироваться команда брандера. Пушкари атакуемых судов пытались уничтожить это средство отхода. В случае потери шлюпки команда могла развернуть брандер и атака была бы сорвана[9].